# Attagenus reitteri
Attagenus reitteri es una especie de coleóptero de la familia Dermestidae.

## Distribución geográfica
Se distribuyen por el paleártico sudoeste: el Magreb y la mitad sur de la península ibérica.